# ジョン・C・ステニス

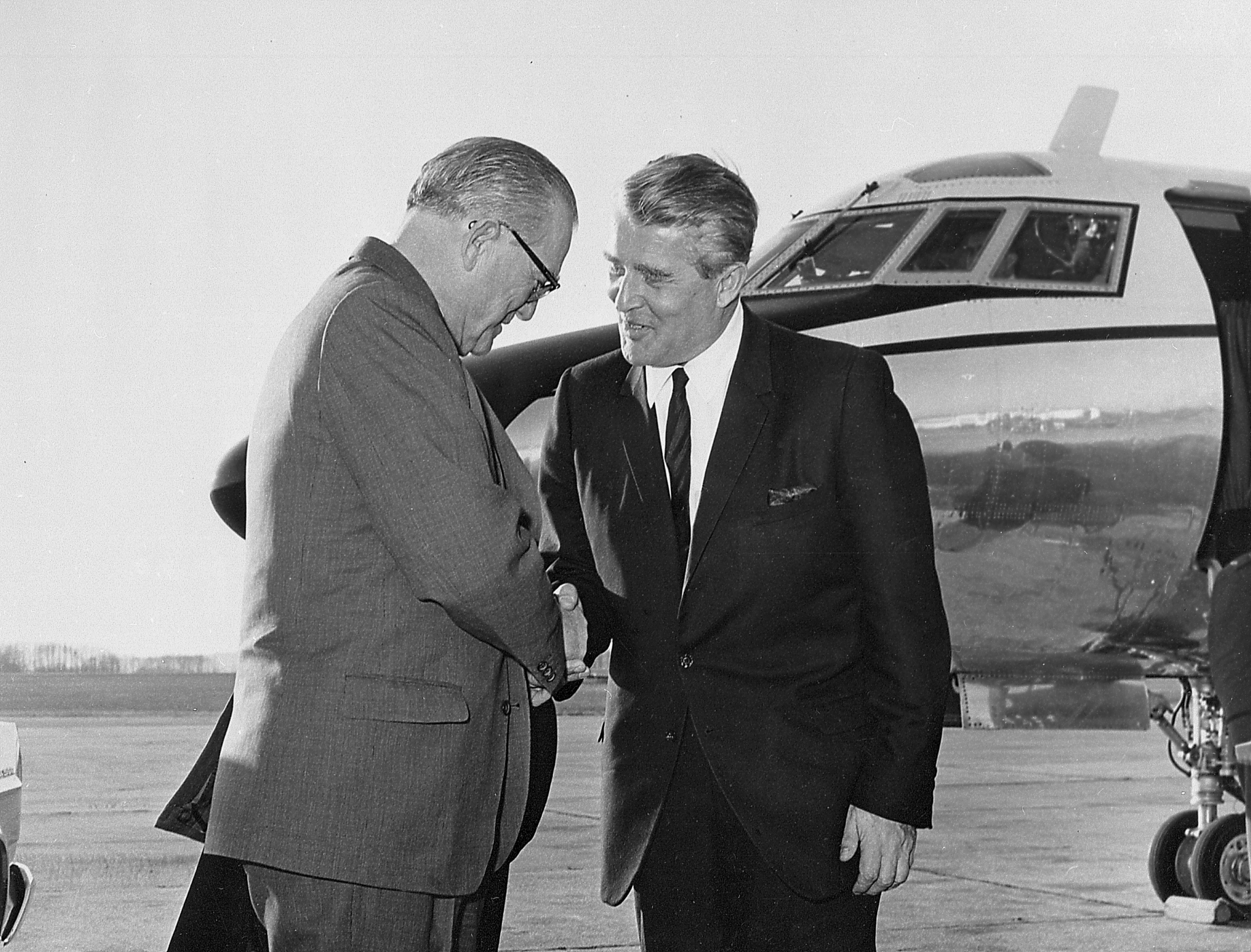
フォン・ブラウンと密談するステニス（左）

ジョン・コーネリアス・ステニス（John Cornelius Stennis, 1901年8月3日 - 1995年4月23日）は、アメリカ合衆国の政治家。ミシシッピ州選出の連邦議会上院議員などをつとめた。

## 経歴
ミシシッピ州キプリング生まれ。1923年にミシシッピ州立大学（当時はミシシッピA&M）を卒業し、バージニア大学から法学の学位を取得。ファイ・ベータ・カッパのメンバーでもあった。ロースクール在学中の1928年にミシシッピ州議会議員となり、1932年まで在任。その後、ミシシッピ第16裁判管轄区の検察官を経て、1937年から1941年まで同区の巡回裁判所判事を務めた。
1947年に州選出の上院議員セオドア・ビルボーの死去に伴う特別補欠選挙に出馬、2人の現職下院議員を含む5人の候補で争う乱戦を勝ち残った。その後、1989年に自ら辞職するまで41年2ヶ月もの間、上院議員を務めた。この間、1969年～1981年まで上院軍事委員長を務め、上院仮議長にもなったことがある。
民主党の中ではいわゆる南部保守派として活動し、公民権法には反対する一方でバリー・ゴールドウォーターが共和党から大統領選に出馬した際には公然と支持を表明した。またウォーターゲート事件では、ニクソン大統領の録音筆記録について真実性を保証する役回りを与えられ、その最中の1973年にワシントンの自宅の外で暴漢に銃撃され、二発の弾丸で重傷を負う。
1984年に癌で左脚を切断。 1989年に上院議員を辞職した後、ミシシッピ州で教育職に就任した。ミシシッピ州ジャクソンで死去。ディカルブ郡のパインクレスト墓地に埋葬された。妻と2人の子供、ジョン・ハンプトンおよびマーガレット・ジェーンがいる。
ステニスは60年に渡る政治経歴を持ち、一度たりとも選挙で敗北しなかった。上院での41年2か月の在任記録は、カール・T・ヘイデンの記録に次ぐもので、その後ストロム・サーモンド、ロバート・C・バード、エドワード・ケネディ、ダニエル・イノウエによって更新された。ジョン・C・ステニス宇宙センターおよび空母ジョン・C・ステニス（USS John C. Stennis, CVN-74）は、彼に因んで命名された。